# Jörg Siebenhandl
Jörg Siebenhandl (Vienna, 18 gennaio 1990) è un calciatore austriaco, portiere dell'Admira Wacker M..

## Palmarès

### Club

#### Competizioni nazionali
- Coppa d'Austria: 2

Sturm Graz: 2017-2018, 2022-2023